# カワサキ・750RS
カワサキ・750RS（ななひゃくごじゅうアールエス）およびカワサキ・Z750FOUR（ゼットななひゃくごじゅうフォア）は、川崎重工業が1973年から1978年にかけて製造・販売していた総排気量746ccのオートバイである。
通称は型式名のZ2から“ZII”「ゼッツー」。子細な地域性や年代による差があり、元々の型式名「ゼットツー」呼びのままであったり、750RSは「アールエス」Z750FOURは「ゼット」と呼びわけることもあった。

## 概要
カワサキは1972年に排気量903ccのZ1を発売し、欧米で高い人気を博し販売成績も好調であったが、日本国内では業界の自主規制（大型自動二輪参照）により750cc超のオートバイは販売できなかったため、750ccクラスの国内版モデルが必要であった。当初はZ1のエンジンをボアダウンして発売する予定だったが、結局ボアとストロークの両方を変更して排気量を750cc（正確には746cc）とし、1973年4月に750RS（型式Z2）として発売した。
なお、同車種を「Z750RS」とした記載がウェブ上や雑誌、小説等に散見されるが、下記の通りあくまで「750RS」および「Z750FOUR」であり、それらの呼称を混同したと思われる「Z750RS」というモデル名の車種はこのシリーズには存在しない。前者のRSはロードスター (roadster)を意味し、当時の同社の4ストロークモデルのシリーズ呼称である。
1976年にカワサキで車名・型式番号の整理が行われ、
750RSからZ750FOURに車名変更、型式番号はZ2・Z2A前期・後期の型式+アルファベット表記からA4のアルファベット+数字に変更される。
Z2の最終5型であるA5を経て、後継車種であるKZ750DのD1へモデルチェンジ。
1980年にZ750FX II（シリーズ上FXの名前を引き継いでいるがZ650系の完全な別モデル）として大幅なモデルチェンジをするまで、エンジンとフレームは基本的に同一のまま8年間存続したことは、1980年代～1990年代中盤のバイクブーム時の日本のモーターサイクルと比べると長かったといえる。（ブームが沈静化した以降では長いとはいえない。）カワサキのオートバイを象徴する車種の一つとして、ゼファーシリーズのスタイリングのモチーフとなるなど、現在に至るまで大きな存在となっている。

## 車両解説
ベース機種のZ1（903cc）のボア / ストロークは66×66mmのスクエアエンジンであり、当時ハーレーが1200ccだったこともあり1200cc程度まで技術的余裕を持たせていたが、ボアダウンによる750ccへの縮小は視野になかった。ストロークの変更は、クランクシャフトを完全新設計とせざるを得ず、時間と費用の点では非常に不利である。しかし、ボアダウンのみで750cc程度とすると、そのボア径はおよそ60mmとなり、これでは、給排気バルブがそのままでは干渉するため、シリンダーヘッドの新設計が必要となるのと、ロングストロークとなり「高出力車」のイメージにそぐわなくなるためボアの縮小はシリンダーヘッドがそのまま使える範囲にとどめ、併せてクランクを変更してストロークも縮小する方法を選択した。
Z2発売当時にはスターターモーターによるセルフスターターが普及していたが、バッテリーや充電系の信頼性への懸念から、キックスターターもあわせて装備されている。また、Z1、Z2用にデザインされたバックミラーは、車両本体の生産が終了した後も、用品市場では「Z2ミラー」（ゼッツーミラー）の名で長く親しまれている。

## モデル一覧

### 750RS
- Z2（1973年モデル、初期型） - 国内向けのカラーリングはキャンディトーンブラウン（通称火の玉）1種のみ。書籍等で「初期型のメーターは240km/h表示」との表記が良くあるがカタログに使われたプロトタイプが240km/hであったための誤解。生産車はすべて220km/h表示。
- Z2A（1974年モデル） - カラーリング変更（日本国内向けのカラーリングはキャンディトーンイエロー（緑ベースに黄ライン）1種のみ）ヘッドガスケットの2pc化によりオイル漏れ対策、タコメータ内にテール、ストップランプの球切れ警告灯装備などほとんどの変更点はベースモデルであるZ1の74年モデルへの変更に準ずる。（燃料タンク容量の記載が変化したがこれはカタログデータ上のもので、実際の容量には変化はない）乾燥重量（230kg→232kg）、定価（418000円→465000円）
- Z2A後期型（1975年モデル） - 輸出用はZ1Bと呼ばれるがZ2に関してはZ2Bとは呼ばれないので便宜的にZ2A後期型として分類する。カラーリング変更（日本国内向けのカラーリングはキャンディトーンスーパーレッド（茶ベースに金ライン）とキャンディートーンスカイブルー（青ベースに金ライン）2種のみ）。シールチェーン採用に伴いDチェーン給油機構の廃止。

### Z750FOUR
- A4（1976年モデル） - 車名変更、カラーリング変更（ダイアブラウンとダイアダークグリーン）、出力アップ（69ps → 70ps）、前輪ダブルディスク化、ガゼット部分などフレーム補強、エアクリーナーケース形状変更にともないサイドカバー形状の変更、バッテリー搭載位置の変更、インジケーター周りデザイン変更、キャブレター変更、テールランプ大型化、ハザードランプスイッチの装備。乾燥重量（232kg→236kg）、定価（465000円→485000円）A4後期から最高速180km/hスピードメーターに変更、スピードリミッター装備。
- A5（1977年モデル） - カラーリング変更（ダイヤモンドワインレッドとダイヤモンドスカイブルー）、クラッチを握り込まないとエンジンがかからないセーフティスターター機構追加。

Z2、Z2A、A4、A5はマイナーチェンジのために社内で付けられた型式番号（機種コード）で、運輸省（当時）の自動車型式指定規則によって付けられた型式はZ2。
ビッグマイナーチェンジ回数を表す類別区分番号はZ2とZ2Aが0001、A4とA5が0002となっている。
- Z750-D1（1978年モデル） - KZ750Dに型式変更　商品ラインアップ上はZ750FOURの継続であるが型式上新規製作のニューモデルである。キャスター/トレール変更、後輪ディスクブレーキ、南アフリカでも750ccで販売された。カラーは　ルミナスグリーンとルミナスダークレッド 乾燥重量（245kg）

## 関連車両
- カワサキ・Z900/Z1
- カワサキ・Z750FX